# Vincenzo Bellini
Vincenzo Salvatore Carmelo Francesco Bellini (Catânia, 3 de novembro de 1801 — Puteaux, 23 de setembro de 1835) foi um compositor italiano, entre os mais célebres operistas do século XIX.
As suas óperas mais famosas e representadas são La sonnambula, Norma e I Puritani.

## Vida
Nascido em Catânia, na Sicília, filho do organista Rosario Bellini, teve as primeiras lições de música de seu pai e seu avô, Vincenzo Bellini Tobia.
Bellini foi uma criança prodígio e uma lenda que aos dezoito meses foi capaz de cantar uma ária de Valentino Fioravanti, e começou a estudar teoria musical aos dois anos, piano aos três e aos cinco anos tocava fluentemente. A sua primeira composição data de quando tinha seis anos.
Com uma bolsa atribuída pelo Duque de San Martino ingressou no Colégio de San Sebastián de Nápoles, onde estudou com Giovanni Furno harmonia, contraponto e composição com Giacomo Tritto com o famoso Nicola Zingarelli.
Compõs música sacra (motets, e missas) de Câmara, sinfônica, mas é a ópera que lhe deu fama. Compõe para o bel canto lírico, expressão vocal que exige uma grande agilidade e precisão. Tentou minimizar as diferenças entre o clássico cantado e recitado - árias e recitativos - mantendo a tensão dramática.
A estreia de sua primeira ópera, Adelson e Salvini, foi produzido em 1825. Domenico Barbaja, diretor da San Carlo Opera House, em Nápoles e La Scala de Milão, se interessou por ele, entregando-lhe várias obras posteriormente.
Sua obra mais difundida é Norma, o que evidencia a famosa ária "Casta Diva", quando 
se conjugam a gravidade clásica com um apasiguamento muito romântico no discurso, sendo este um dos principais papéis do repertório soprano. Durante o século XX destacaram-se Maria Callas, a mais famosa Norma século, Joan Sutherland e Montserrat Caballé
Bellini morreu em Puteaux, perto de Paris de inflamação aguda do intestino, e foi enterrado no cemitério de Père Lachaise, em Paris. Seu caixão foi carregado, entre outros, por Luigi Cherubini e Gioachino Rossini. Seus restos mortais foram removidos para a catedral de Catania, em 1876.

### Óperas
| Título                                           | Género           | Atos   | Libretto             | Estreia (data)              | Estreia (lugar)                                     |
| ------------------------------------------------ | ---------------- | ------ | -------------------- | --------------------------- | --------------------------------------------------- |
| Adelson e Salvini                                | opera semiseria  | 3 atos | Andrea Leone Tottola | 12 (?) de fevereiro de 1825 | Nápoles, Teatro del Conservatorio di San Sebastiano |
| Bianca e Gernando                                | melodramma       | 2 atos | Domenico Gilardoni   | 30 de maio de 1826          | Nápoles, Teatro San Carlo                           |
| Il pirata                                        | melodramma       | 2 atos | Felice Romani        | 27 de outubro de 1827       | Milão, Teatro alla Scala                            |
| Bianca e Fernando (revisão de Bianca e Gernando) | melodramma       | 2 atos | Felice Romani        | 7 de abril de 1828          | Génova, Teatro Carlo Felice                         |
| La straniera                                     | melodramma       | 2 atos | Felice Romani        | 14 de fevereiro de 1828     | Milão, Teatro alla Scala                            |
| Zaira                                            | tragedia lirica  | 2 atos | Felice Romani        | 16 de maio de 1829          | Parma, Teatro Ducale                                |
| I Capuleti ed i Montecchi                        | tragedia lirica  | 2 atos | Felice Romani        | 11 de março de 1830         | Veneza, Teatro La Fenice                            |
| La sonnambula                                    | opera semiseria  | 2 atos | Felice Romani        | 6 de março de 1831          | Milão, Teatro Carcano                               |
| Norma                                            | tragedia lirica  | 2 atos | Felice Romani        | 26 de dezembro de 1831      | Milão, Teatro alla Scala                            |
| Beatrice di Tenda                                | tragedia lirica  | 2 atos | Felice Romani        | 16 de março de 1833         | Veneza, Teatro La Fenice                            |
| I puritani                                       | melodramma sério | 3 atos | Carlo Pepoli         | 24 de janeiro de 1835       | Paris, Théâtre-Italien                              |